# Carl Walter Liner

Carl Walter Liner um 1955 in seinem Atelier in Appenzell

Carl Walter Liner (* 17. August 1914 in St. Gallen; † 19. April 1997 in Appenzell; heimatberechtigt in St. Gallen), auch Carl Liner (junior), war ein Schweizer Maler und Zeichner.

## Leben
Carl Walter Liner wuchs als Sohn des Kunstmalers Carl August Liner und der Cécile Bernet in Appenzell auf. Er besuchte die Primarschule und die Realschule des Kollegiums St. Antonius in Appenzell und verbrachte anschliessend ein zehntes Schuljahr in Lausanne. Eine Lehre als Grafiker in einer Lithografenanstalt in Aarau brach er nach vier Monaten ab. Es folgten prägende Lehrjahre als Kunstmaler beim Vater in Appenzell. Während dieser Zeit entstanden auch gebrauchsgraphische Arbeiten wie Plakate und Illustrationen im freien Auftragsverhältnis.
1936/1937 reiste Carl Walter Liner über Italien und Griechenland nach Ägypten. Dort hielt er sich vor allem südlich von Kairo in der Gegend von Tourah auf. Auf der Rückreise machte Liner 1937 für einige Wochen in Rom und Florenz halt. Wie bei seinem Vater zwei Jahre zuvor trug der Unternehmer und Mäzen Ernst Schmidheiny die Kosten. Es entstanden Zeichnungen und Bilder im impressionistischen Stil. Das Reisen und das südliche Licht waren zwei Themen, die Liner sein Leben lang begleiten sollten.
Von 1937 bis zum Ausbruch des Zweiten Weltkrieges studierte Carl Walter Liner in Paris, dem damaligen Zentrum der avantgardistischen Kunst. Zunächst lernte er an der École des Beaux-Arts und anschliessend – auf Anraten Cuno Amiets – an der privaten Académie de la Grande Chaumière bei Othon Friesz. Dort lernte er auch Georges Braque und Maurice de Vlaminck kennen. Nach der unfreiwilligen Rückkehr in die Schweiz folgte der Aktivdienst in der Armee als Gebirgsschütze. Während dieser Zeit trat bei Liner eine Depression zutage, die auch aus einem Gefühl der fehlenden gesellschaftlichen Anerkennung gegenüber dem Beruf des Künstlers genährt wurde. 1944 verehelichte sich Carl Walter Liner mit Käthi Rüf. Sie tauchte seither nicht nur immer wieder als Modell in Liners Werken auf, sondern war ihm zeitlebens eine wichtige Stütze. Der Tod von Liners Vater zwei Jahre später war ein einschneidendes Ereignis.
Nach dem Krieg lebte Carl Walter Liner zunächst in Zürich, dann in Appenzell und Paris. Er richtete sich an allen drei Orten Ateliers ein. Der künstlerische Erfolg hielt ebenfalls Einzug, so dass Liner seit seinem 40. Lebensjahr von der Kunst leben konnte. In Paris pflegte er Kontakt mit den Schweizern Adolf Herbst, Wilfried Moser und Gérard Schneider, dem Franzosen César und dem Russen Ossip Zadkine. Das Zürcher Atelier fiel 1972 weg, dafür kam eine dritte Wohnstätte in Fontvieille bei Arles hinzu. Hier erwarb Liner eine halb zerfallene Burg, die er nach und nach renovierte. Hinzu kamen ausgedehnte Reisen nach Algerien, Korsika, Spanien, den Balearen, der Toskana, Sizilien und den Vereinigten Staaten. Seine Heimat Appenzell galt ihm dabei stets als Rückzugs- und Sammlungsort.
Carl Walter Liner erhielt 1983 den Prix du bimillénaire der Stadt Arles und im selben Jahr den ersten Preis der Artis-Inter in Barcelona. 1984 folgte der Innerrhoder Kulturpreis der Stiftung Pro Innerrhoden. Liners Wahlheimat Fontvieille verlieh ihm 1994 das Ehrenbürgerrecht. Im 83. Altersjahr verstarb Carl Walter Liner in Appenzell.

## Künstlerisches Werk
Carl Walter Liners Bilder entfalten sich im Spannungsverhältnis zwischen Naturalismus und Abstraktion. Von seinem von ihm verehrten Vater übernahm er einen impressionistischen Stil, der an die Pleinaristen des 19. Jahrhunderts anknüpft. Die Bilder von Liners Ägyptenreise 1936/1937 zeugen von dieser Phase. Durch seine Ausbildung in Paris setzte er sich intensiv mit der Moderne auseinander und wurde ab den 1950er-Jahren zu einem Vertreter der Zweiten École de Paris, indem er sich dem abstrakten Expressionismus (informelle Malerei, Tachismus) zuwandte. Von der figürlichen Malerei wandte er sich jedoch nie ganz ab. Carl Walter Liner nahm sein Schaffen als Fortschreibung des Werkes des Vaters mit anderen Mitteln wahr.
Bezugspunkt von Liners Kunst war in den meisten Fällen die Natur, er ist aber auch für seine Porträtmalerei bekannt. Die Landschaften des Alpsteins, der Provence sowie der Stationen seiner Reisen sind immer wieder Thema seiner Bilder. Dabei hatte Carl Walter Liner eine differenzierte Meinung zu dem Begriff «Natur», dass nämlich äussere und innere Natur gleichwertig seien: «Die Abstraktion in meiner Malerei ist […] eine neue Sicht der Natur […] Mein grösstes Anliegen ist es, aus der Spannung zwischen Fantasie und Wirklichkeit eine magische Wirkung zu erzielen.»
Die erste eigene Ausstellung Liners fand 1938 im Kunstmuseum St. Gallen statt. Ein Jahr später folgte die Teilnahme als Künstler an der Schweizerischen Landesausstellung in Zürich. In den Jahrzehnten darauf entfaltete er eine rege Ausstellungstätigkeit vor allem in der Schweiz und in Frankreich. In Appenzell bestritt er beispielsweise für viele Jahre hintereinander jeweils eine Sommerausstellung. Liners Verdienst ist es, zusammen mit Diogo Graf ein Wegbereiter der ungegenständlichen Moderne in der Ostschweiz zu sein.
Noch zu Carl Walter Liners Lebzeiten wurde unter der Schirmherrschaft der eigens geschaffenen Liner-Stiftung (heute: Heinrich Gebert Kulturstiftung Appenzell) ein Museum in Appenzell geplant, welches seinem und des Vaters Werk gewidmet sein sollte. Die Eröffnung des von Annette Gigon und Mike Guyer geplanten Museums Liner Appenzell, heute Kunstmuseum Appenzell, im Jahre 1998 erlebte der Künstler nicht mehr. Seine Witwe Käthi Liner-Rüf vermachte in der Folge zahlreiche Gemälde an die Heinrich Gebert Kulturstiftung Appenzell. 2003 erfolgte unweit des Kunstmuseums die Eröffnung der Kunsthalle Ziegelhütte, die ebenfalls Vater und Sohn Liner gewidmet ist. Die grosse Schaffenskraft Carl Walter Liners hat so in seiner Heimat zwei Heimstätten gefunden.

## Galerie

Carl Walter Liner: Brücke über die Seine
Carl Walter Liner: Hottingerstrasse im Winter, Zürich
Carl Walter Liner: Komposition Rot, Blau, Gelb, Ocker, Weiss

## Film
- Phil Dänzer, Ursina Bärtsch: Carl Liner – Vater und Sohn. Phil Dänzer-AudioVision, Zürich 2001.